# ヘルマン＝ベルンハルト・ラムケ
ヘルマン＝ベルンハルト・ラムケ（Hermann-Bernhard "Gerhard" Ramcke、1889年7月24日 - 1968年7月4日）は、ドイツの海軍軍人、空軍軍人。ドイツ国防軍空軍降下猟兵大将。
僅か27名にしか授与されなかった柏葉・剣・ダイヤモンド付騎士鉄十字勲章の受章者。

## 前半生と第一次世界大戦
ラムケはシュレースヴィヒの農家に生まれた。1905年に彼はドイツ帝国海軍に入隊し、第一次世界大戦中は西部戦線の主にフランドルで海軍歩兵の一員として戦った。ラムケは1914年には二級鉄十字章を、後に一級鉄十字章を授かった。イギリス軍による3回の攻撃を防いだ戦功に対してラムケは、ドイツ帝国では下士官・兵卒に与えられる最高位の勲章であるプロシア金十字章を受勲し士官に任ぜられた。
1918年ラムケは海軍少尉になり、休戦協定までには中尉に昇進していた。
1919年にラムケは「西方ロシア軍」と呼ばれる組織（主に退役ドイツ帝国軍人により構成）の一員としてバルト地域でボリシェヴィキと闘っていた。彼はヴァイマル共和国軍に採用され、ドイツ国防軍でも昇進し続け1937年には中佐になっていた。

## 第二次世界大戦

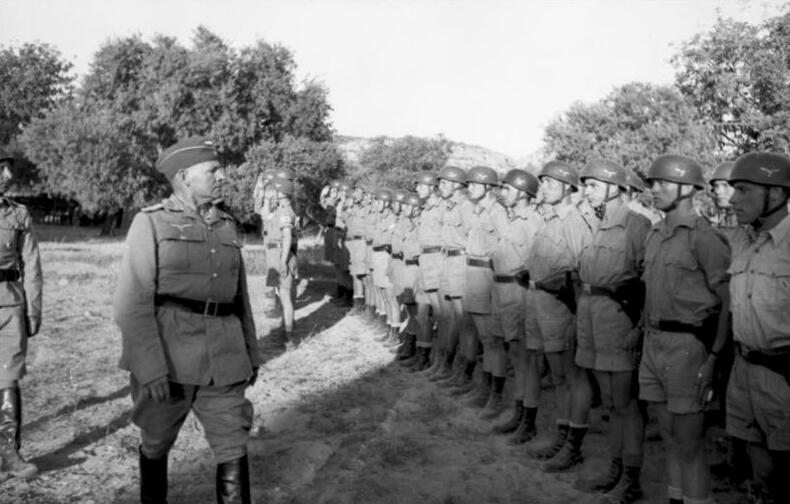
降下猟兵を閲兵するラムケ（1941年5月、クレタ島）

1940年7月19日ラムケはクルト・シュトゥデント指揮下の第7航空師団へ異動になり、大佐に昇進した。51歳という年齢で彼は降下猟兵資格取得コースを修了した。
1941年5月師団本部と共に計画を作成し、自らもクレタ島への空挺攻撃のメルクール作戦に参加した。ラムケは第1降下突撃連隊と西部攻撃グループを指揮した。成功はしたが高い犠牲を伴ったクレタでの勝利の後、幾つかの降下猟兵部隊の残余要員で臨時の旅団が編成されラムケにこの指揮が任された。1941年7月22日ラムケは少将に昇進した。
1942年に降下猟兵旅団アフリカは北アフリカに送られ、エルヴィン・ロンメルのアフリカ軍団に合流した。7月に旅団はラムケ降下猟兵旅団と改名されスエズ運河への攻勢に充てられたが、この攻勢が頓挫するとエル・アラメインの戦いに投入された。
部隊は第二次エル・アラメインの戦いの英軍の攻撃を直接には受けなかったが、すぐに熾烈な戦いに巻き込まれた。アフリカ軍団の撤退の間、旅団は包囲され旅団自身の輸送手段を持っていなかったため軍団司令部には損失扱いにされていた。しかし、降伏するどころかラムケの部隊は、約450名の損失を出しながらも英軍の包囲網をかいくぐり西を目指した。まもなく彼らは英軍の補給部隊の車列を捕獲し、トラックばかりでなく食料、タバコ、その他の贅沢品を入手した。1942年12月暮れに約600名の降下猟兵がアフリカ軍団に再合流した。ラムケはドイツに送還され、そこで騎士鉄十字章に柏葉を追加受勲した。
1943年、中将となったラムケは第2降下猟兵師団の師団長になった。師団は、イタリアが連合国側につかないようするために、彼の地のドイツ軍を補強するべくイタリアに配備された。1943年9月8日イタリアは連合国との休戦協定に調印した。師団は他のドイツ軍部隊と共にイタリア国内の支配権を握るためのアクス作戦に参加した。ラムケは師団を率いてローマを強襲し、2日後には街を確保した。暫くのあいだ師団はイタリアに配備されていたが、この期間にラムケは連合軍の戦闘爆撃機の攻撃を受けて乗車が道路から飛び出したことにより怪我を負った。
1944年初めにラムケは師団の指揮に戻った。この時点で第2降下猟兵師団はブーク川地域からの撤退の間、東部戦線で戦っていた。この期間中に彼は病気になり、治療のためにドイツに後送されていた。1944年5月ラムケは再び、ケルン近郊の第2降下猟兵師団の再編成を監督するために指揮を引き受けた。
6月6日 のノルマンディー上陸作戦の後、第2降下猟兵師団はフランスのブルターニュ地域へ送られブレストの防衛に就いた。コブラ作戦後にノルマンディーから連合軍の包囲網が延びており、ミドルトン少将のアメリカ第8軍がノルマンディーから左方へ進出してブルターニュ地域を攻撃した。域内のドイツ防衛陣はブレストに後退し、ラムケは守備隊の指揮を任された（後にブレストの戦いとして知られる）。彼は空軍降下猟兵、陸軍、海軍合わせて約4万名のドイツ軍守備隊を指揮して8月11日から 9月19日までブレスト防衛戦を戦った。が徹底抗戦の末に降伏した時点でまだ戦う能力を残していたのは、司令部だけであった。同日、ラムケは柏葉付騎士鉄十字勲章に剣（第99号）とダイヤモンド（第20号）を追加受勲した。

## 戦後
ラムケは当初、戦争捕虜としてアメリカ合衆国に移送され後に英国とフランスに移された。キャンプ・クリントンに収容されている間、彼はドイツに厳しい扱いをしようとするモーゲンソー・プランに抵抗する手紙を書いた。彼は看守の手から手紙を守るために収容所を抜け出し近隣の町で手紙を投函し、捕まることなく収容所に戻ってきた。
1951年にラムケはフランスで戦争犯罪の罪で訴追されたが、何とか囚われの身から西ドイツに逃げ戻った。その後彼は自発的にフランスに戻り法廷で5年間の禁固刑を宣告されたが、既に収監されていた期間を考慮され3か月後に釈放された。釈放後、ラムケは西ドイツに戻り1968年7月4日にカッペルンで死去した。
ラムケは2冊の自伝を執筆し1冊は戦争中に、もう1冊は1951年に出版された。囚われている間のラムケの唯一の望みは、部下達が正当な扱いを受けることであった。ラムケは常に部下達から親愛の情を込めて「パパ」と呼ばれた。